# Alexandronemertes ductor
Alexandronemertes ductor är en djurart som tillhör fylumet slemmaskar, och som beskrevs av Chernyshev 1992. Alexandronemertes ductor ingår i släktet Alexandronemertes och familjen Dinonemertidae. Inga underarter finns listade i Catalogue of Life.